# Opera Arias
Opera Arias è l'album di debutto del celebre soprano russo Anna Netrebko, pubblicato nell'agosto 2003.
Accompagnata dall'Orchestra Filarmonica di Vienna, condotta da Gianandrea Noseda, e dal coro dell'Opera di Vienna, la Netrebko interpreta alcune famose arie d'opera.

## Tracce
1. "Quando avran fine omai" - "Padre, germano, addio!" (Mozart, Idomeneo, re di Creta, K 366, Atto I) (7:23)
2. "Crudele! - Ah no, mio bene!" - "Non mi dir, bell'idol" (Donna Anna) (Mozart, Don Giovanni, ossia Il dissoluto punito, K 527, Atto II) (6:37)
3. "Les belles fleures" - "Entre l'amour et le devoir" - Quand j'aurai votre âge (Berlioz, Benvenuto Cellini, Atto I) (7:44)
4. "Suis-je gentille ainsi?" / "Obéissons, quand leur voix appelle" (Massenet, Manon, Atto III) (6:35)
5. Ancor non giunse!... Regnava nel silenzio (Donizetti, Lucia di Lammermoor, Atto I) (12:42)
6. Care compagne ... Come per me sereno (Bellini, La sonnambula, Atto I) (7:44)
7. Chanson du roi de Thule - Air des Bijoux (Gounod, Faust, Atto III) (6:28)
8. Měsičku na nebi hlubokém (Dvořák, Rusalka, Atto I) (5:07)
9. Quando men vo (valzer di Musetta) (Puccini, La bohème, Atto I) (2:39)

## Formazione
- Anna Netrebko - soprano
- Elīna Garanča - mezzosoprano
- David Aronson - clavicembalo
- Coro dell'Opera di Stato di Vienna
- Wiener Philharmoniker
- Gianandrea Noseda - direttore